# Cogua
Cogua ist eine Gemeinde (municipio) im Departamento Cundinamarca in Kolumbien, die zur Metropolregion Bogotá gehört.

## Geographie
Cogua liegt im Norden von Cundinamarca in der Provinz Sabana Centro auf einer Höhe von 2600 Metern in den kolumbianischen Anden, 50 km von Bogotá und 5 km von Zipaquirá entfernt und hat eine Jahresdurchschnittstemperatur von 14 °C. An die Gemeinde grenzen im Norden Tausa, im Osten Nemocón, im Süden Zipaquirá und im Westen Pacho und Zipaquirá.

## Bevölkerung
Die Gemeinde Cogua hat 24.092 Einwohner, von denen 7581 im städtischen Teil (cabecera municipal) der Gemeinde leben (Stand: 2019).

## Geschichte
Die Gründung von Cogua erfolgte 1604, als der Oidor Lorenzo de Terrones die indigenen Völker der Némesa und der Peza an der Stelle des heutigen Ortes ansiedeln ließ und den Bau einer Kirche veranlasste.

## Wirtschaft
Die wichtigsten Wirtschaftszweige von Cogua sind Landwirtschaft und Tierhaltung.

## Persönlichkeiten
- Buenaventura Jáuregui Prieto (1898–1983), römisch-katholischer Geistlicher, Bischof von Zipaquirá
- Omar Alberto Sánchez Cubillos (* 1963), Bischof von Tibú (seit 2011)